# Pflegeversicherung (Deutschland)
Die Pflegeversicherung dient in der Bundesrepublik Deutschland zur Absicherung des Risikos, pflegebedürftig zu werden. Man unterscheidet zwischen der gesetzlichen Pflegeversicherung als Sozialversicherung und Pflegezusatzversicherungen.
Die soziale Pflegeversicherung (SPV) wurde 1995 als ein eigenständiger Zweig der Sozialversicherung eingeführt und ist im Elften Buch Sozialgesetzbuch (SGB XI) gesetzlich geregelt. Entsprechende Bestimmungen bestehen auch für privat Krankenversicherte, die kraft § 23 SGB XI zu einer privaten Pflegeversicherung (auch private Pflegepflichtversicherung; PPV) verpflichtet sind. Versicherungspflichtig ist jede Person, die Mitglied der gesetzlichen Krankenversicherung oder einer privaten Krankenversicherung ist. Die Pflegeversicherung bildet – neben der gesetzlichen Kranken-, Unfall-, Renten- und Arbeitslosenversicherung – den jüngsten eigenständigen Zweig der Sozialversicherungen und somit deren „fünfte Säule“. Jede Krankenkasse ist verpflichtet, ihren Versicherten auch eine Pflegeversicherung anzubieten. Weil der Grundsatz gilt, dass die Pflegeversicherung der Krankenversicherung folgt, handelt es sich bei der Pflegekasse meist um eine Einrichtung des jeweiligen Krankenversicherungsträgers.
Die Leistungen der Pflegeversicherung wurden bis Ende 2016 gemäß „Stufen der Pflegebedürftigkeit“ gewährt, seit Anfang 2017 entsprechend gemäß „Pflegegrad“. Bei professioneller ambulanter oder (teil-)stationärer Pflege werden die Kosten bis zu bestimmten Höchstbeträgen übernommen (inkl. Pflegehilfsmitteln, das Wohnumfeld verbessernder Maßnahmen sowie Leistungen ehrenamtlich Pflegender (Pflegegeld)). Die Pflegekasse erstattet voll oder teilweise die jeweils nachgewiesenen Kosten. Bei Bedürftigkeit besteht Anspruch auf Hilfe zur Pflege als bedarfsorientierte ergänzende Sozialleistung.
Der Beitragssatz der Pflegeversicherung ist in § 55 Absatz 1 SGB XI festgesetzt und stieg zum 1. Januar 2017 um 0,2 Prozentpunkte auf 2,55 bzw. 2,8 Prozent für Kinderlose (Zweites Pflegestärkungsgesetz) sowie zum 1. Januar 2019 auf 3,05 bzw. 3,3 Prozent (seit 1. Januar 2022 3,4 Prozent).

## Historische Entwicklung und Einordnung
Mit der gestiegenen Lebenserwartung vor allem seit Mitte des 20. Jahrhunderts haben auch die Anzahl der Pflegebedürftigen und die Dauer der Pflegebedürftigkeit der Versicherten zugenommen. Um die Kosten der Langzeitpflege tragen zu können, mussten Betroffene Anfang der 1980er Jahre häufiger als früher Sozialhilfe beantragen.
Als erstes Versicherungsunternehmen bot die Bayerische Beamtenkrankenkasse 1978 eine Pflegekostentagegeld-Versicherung an. 1981 beriet die 48. Gesundheitsministerkonferenz der Länder über den „Aufbau und die Finanzierung ambulanter und stationärer Pflegedienste“. 1984 genehmigte das Bundesaufsichtsamt für das Versicherungswesen (Vorläufer des heutigen BaFin) die von den privaten Krankenversicherungen erarbeiteten Musterbedingungen für die Pflegeversicherung, 1986 boten bereits 16 Unternehmen private Pflegeversicherungen an. Die damalige Bundesregierung (Kabinett Kohl II) sprach sich gegen eine gesetzliche Pflegeversicherung aus.
Die damalige Regierung des Landes Baden-Württemberg brachte 1990 einen Gesetzentwurf zur Vorsorge gegen das finanzielle Pflegerisiko in den Bundesrat ein. Auch weil die Kosten für die Sozialhilfeträger immer weiter stiegen, beschlossen vier Jahre später am 22. April 1994 der Bundestag und am 27. April 1994 der Bundesrat mit Wirkung zum 1. Januar 1995 durch Verabschiedung des SGB XI die Einführung der Sozialen Pflegeversicherung (SPV) als Pflichtversicherung. Viele deutsche Ökonomen plädierten für eine private, kapitalgedeckte Absicherung des Pflegefallrisikos. Die schwarz-gelbe Bundesregierung (Kabinett Kohl IV) bevorzugte dagegen das Umlageverfahren. Die Einführung der Versicherung und ihre Ausgestaltung als konventionell umlagefinanzierte Pflichtversicherung ist verbunden mit den Namen von Norbert Blüm als damals verantwortlichem Bundesminister und Karl Jung als Staatssekretär, als „Vater der Pflegeversicherung“ bezeichnet.
Mit Hilfe der ab 1. Juli 1996 geltenden stationären Pflegeversicherung sollten außerdem Fehlbelegungen im Krankenhaus abgebaut werden, womit die stufenweise Absenkung der Krankenhausbudgets begründet wurde. Damit sollte die gesetzliche Krankenversicherung jährlich um 800 Millionen DM entlastet werden. Als Fehlbelegung galten demnach „Pflegepatienten, die eine Krankenhausbehandlung nicht oder nicht mehr benötigen“. Diese dürften nicht zu Lasten der Krankenkassen im Krankenhaus versorgt werden.
Ergänzend traten ab 2002 das Pflegeleistungs-Ergänzungsgesetz sowie zum 30. Oktober 2012 das Pflege-Neuausrichtungs-Gesetz in Kraft. Zum 1. Januar 2015 läutete das Pflegestärkungsgesetz I die Neuausrichtung der Pflegeunterstützung ein; seit dem 1. Januar 2017 gelten gemäß Pflegestärkungsgesetz II ein neuer Pflegebedürftigkeitsbegriff (Ersatz der bisherigen drei Pflegestufen durch fünf Pflegegrade) und ein neues Begutachtungsverfahren.

## Abgrenzung zu anderen Rechtsvorschriften
Entschädigungsleistungen nach § 35 Bundesversorgungsgesetz (BVG) und die Leistungen der gesetzlichen Unfallversicherung haben Vorrang vor den Leistungen der Pflegeversicherung (§§ 13 und 34 SGB XI). Die Abgrenzung der Leistungspflicht der verschiedenen Sozialleistungsträger untereinander kann im Einzelfall schwierig sein, weil die Entschädigungsleistungen des BVG und des SGB VII einen anderen Begriff von Pflegebedürftigkeit definieren, als den nach dem SGB XI. Die Hilfe zur Pflege nach dem SGB XII (Sozialhilfe) tritt nur dann ein, wenn die zuvor genannten Leistungsträger keine Leistungspflicht trifft.

## Antragstellung
Leistungen der Pflegeversicherung werden nur auf Antrag gewährt (§ 33 Abs. 1 SGB XI). Antragsberechtigt ist die versicherte Person. Im Sozialrecht kann Anträge stellen, wer das 15. Lebensjahr vollendet hat (§ 36 SGB I). Für jüngere Minderjährige handeln die Eltern oder ein Vormund als gesetzliche Vertreter. Der Antragsteller kann eine andere Person bevollmächtigen und kann außerdem zu Verhandlungen und Besprechungen mit einem Beistand erscheinen (§ 13 SGB X Bevollmächtigte und Beistände). Betreuer vertreten den volljährigen Pflegebedürftigen bei der Antragstellung, wenn dies zu ihrem Aufgabenbereich (z. B. Gesundheitssorge) gehört.
Von der Pflegekasse ist innerhalb von fünf Wochen ab Antragseingang über den Antrag zu entscheiden und darüber ein schriftlicher Bescheid zu erteilen. Wird diese Frist überschritten und hat die Pflegekasse die Verzögerung zu vertreten, muss sie für jede begonnene Woche der Fristüberschreitung unverzüglich 70 Euro an den Antragsteller zahlen (§ 18 Abs. 3b SGB XI).
Leistungen beim Erstantrag werden nicht rückwirkend erbracht. Bei Erhöhung der Pflegebedürftigkeit während des Leistungsbezugs gilt dagegen, dass die höheren Leistungen gegebenenfalls rückwirkend ab dem Zeitpunkt gewährt werden, ab dem der höhere Pflegegrad vorgelegen hat (§ 48 Abs. 1 Satz 2 Nr. 1 SGB X). Verringert sich die Pflegebedürftigkeit, treten die geringeren Leistungen oder der Wegfall der Leistungen nur dann rückwirkend ein, wenn der Pflegebedürftige wusste oder wegen grober Fahrlässigkeit nicht wusste, dass sein Anspruch ganz oder teilweise weggefallen ist (§ 48 Abs. 1 Satz 2 Nr. 4 SGB X).
Sind Leistungen nur befristet bewilligt worden, muss vor Ablauf der Frist ein neuer Antrag gestellt werden. Hierauf muss die Pflegekasse hinweisen. Ein verspätet gestellter Antrag wirkt dann wie ein neu gestellter Antrag.
Leistungen der sozialen Pflegeversicherung erhält nur, wer in den letzten zehn Jahren mindestens zwei Jahre versichert war. (§ 33 Abs. 2 SGB XI) Wechselt ein zuvor Privatversicherter wegen Eintritt der Versicherungspflicht in die soziale Pflegeversicherung, wird die vorhergehende ununterbrochene Versicherungszeit in der privaten Pflegeversicherung voll angerechnet. Seit dem 1. Januar 2019 gilt das auch bei einem Wechsel in die Familienversicherung des Ehegatten; zuvor bestand eine ungewollte Gesetzeslücke, die zu einer Versicherungslücke führen konnte.

## Pflegebegutachtung

### Allgemeines zur Erstellung von Pflegegutachten
Die Pflegeversicherung lässt bei gesetzlich Krankenversicherten vom Medizinischen Dienst ein Gutachten anfertigen, um die Pflegebedürftigkeit und den Pflegeaufwand festzustellen.
Bei privat Versicherten übernehmen freiberuflich tätige Medicproof-Gutachter oder andere unabhängige Gutachter nach denselben Kriterien die Einstufung vor, die von einer „geringen Beeinträchtigung der Selbstständigkeit“ (Pflegegrad Eins, z. B. bei Einschränkungen in der Haushaltsführung) bis hin zur „schwersten Beeinträchtigung der Selbstständigkeit mit besonderen Anforderungen an die pflegende Person“ (Pflegegrad fünf, z. B. bei Beatmungs- oder Wachkomapatienten) reicht.
Soweit unabhängige Gutachter mit der Prüfung beauftragt werden, sind den Antragstellenden in der Regel drei Gutachter zur Auswahl zu benennen. Die Begutachtung wird in der Regel im Wohnbereich des Antragstellers vorgenommen. Bei einer eindeutigen Aktenlage wird die Einstufung in einen der fünf Pflegegrade vorgenommen (§ 18 Abs. 2 SGB XI). Der Antragsteller ist berechtigt, mit dem Bescheid auch das Gutachten zu erhalten und kann diesem, in einem Zeitraum von vier Wochen, wenn nötig, widersprechen.
Ist ein nahtloser Übergang aus einer stationären Krankenhausbehandlung in die vollstationäre Pflege notwendig, sollte die Begutachtung noch im Krankenhaus spätestens innerhalb einer Woche erfolgen (§ 18 Abs. 3 Satz 3 SGB XI). Hat bei häuslicher Pflege die Pflegeperson die Inanspruchnahme von Pflegezeit nach dem Pflegezeitgesetz gegenüber dem Arbeitgeber angekündigt oder mit dem Arbeitgeber eine Familienpflegezeit nach § 2 Absatz 1 des Familienpflegezeitgesetzes vereinbart, ist eine Begutachtung spätestens innerhalb von zwei Wochen durchzuführen (§ 18 Abs. 3 Satz 5 SGB XI). Auch sonst muss die Pflegekasse unmittelbar nach Antragstellung die Begutachtung einleiten, denn sie soll innerhalb von höchstens fünf Wochen über den Antrag entscheiden (§ 18 Abs. 3 Satz 1 und 2 SGB XI).

### Die Begutachtung
Sowohl der Medizinische Dienst, als auch der private Dienstleister Medicproof stellen online ausführliche Informationen zur Verfügung, wie die Begutachtung vor sich geht und welche Lebensbereiche dabei relevant sind. Durch die Begutachtung soll festgestellt werden, ob die Voraussetzungen der Pflegebedürftigkeit erfüllt sind und welcher Grad der Pflegebedürftigkeit vorliegt. Darüber hinaus wird die Angemessenheit der aktuell durchgeführten pflegerischen Maßnahmen bewertet, und Hinweise zur Gestaltung der Pflegesituation z. B. durch Ambulante Pflege, den Umzug in ein Pflegeheim oder ergänzende Dienstleistungen wie Installation eines Hausnotrufs oder das Bestellen von Essen auf Rädern werden aufgezeigt, die die jeweilige Situation berücksichtigen.
Erfolgt die häusliche Pflege nicht professionell, sondern durch den Partner (oder andere Familienangehörige bzw. nah stehende Personen), wird beurteilt, ob die Pflege im häuslichen Umfeld gesichert erscheint oder ob ggf. zusätzliche Hilfsmittel notwendig wären und die Situation erleichtern würden. Bei defizitärer Pflege werden Maßnahmen zur Sicherstellung der Pflege empfohlen, zudem u. a. Fortbildungsangebote und Entlastungsangebote für pflegende Angehörige.

#### Definition von Pflegebedürftigkeit
Zum Jahresbeginn 2017 wurde Pflegebedürftigkeit in Deutschland neu definiert und die Begutachtung entsprechend an die neuen Maßstäbe angepasst. Zeiteinheiten und bestimmte „pflegerische Leistungen“ rücken dabei in den Hintergrund, während die Betroffenen selbst sowie ihre Ressourcen und Fähigkeiten in den Mittelpunkt der Begutachtung rücken.
Die Begutachtung soll aufzeigen, wie ein möglichst umfangreicher Erhalt der Selbstständigkeit in Kombination mit angemessener pflegerischer Unterstützung gewährleistet werden kann. Dabei werden auch die kommunikativen und geistigen Fähigkeiten mit berücksichtigt sowie psychische Probleme, aber auch, wie die Alltagsgestaltung erfolgt und in welchem Umfang soziale Kontakte vorhanden und möglich sind. Maßstab ist somit nicht mehr in erster Linie der Hilfebedarf (in Zeiteinheiten ausgedrückt), sondern der Grad der verbliebenen Selbstständigkeit eines Menschen.

#### Die sechs Bewertungsmodule
Für jedes der sechs Module werden Punkte vergeben, die den Umfang der Einschränkung bei pflegebedürftigen Menschen ausdrücken sollen. Wenn eine Handlung noch selbstständig durchgeführt werden kann, gibt es keinen Punkt. Ist es noch möglich, bestimmte Handlungen überwiegend selbstständig durchzuführen, so dass der Pflegeaufwand gering ist, wird ein Punkt vergeben (z. B. wenn das Trinken selbstständig stattfindet, aber nur, wenn eine Erinnerung erfolgt). Jeweils zwei Punkte werden für Handlungen vergeben, die überwiegend unselbstständig stattfinden, so dass die Pflegeperson anleiten und motivieren oder selbst assistieren muss (z. B. wenn Hilfe beim An- und Ausziehen erforderlich ist). Unselbstständig ist die Bezeichnung für nicht mehr vorhandene Fähigkeiten, die durch die Arbeit der Pflegeperson kompensiert werden müssen (z. B. Versorgung mit Inkontinenzmaterial bei vollständiger Inkontinenz). Im Fall von völliger Unselbstständigkeit werden drei Punkte für die betreffende Fähigkeit vergeben.
- Mobilität

Wie selbstständig ist die Person bei der selbstständigen Änderung der Körperhaltung? Die Komplexität der hier abgefragten Fähigkeiten variiert von Treppensteigen über Sitzposition selbst halten bis hin zur verbliebenen Eigenständigkeit beim Positionswechsel im Bett.
- Kognitive und kommunikative Fähigkeiten

In diesem Bereich geht es darum, wie komplex jemand noch in der Lage ist, Entscheidungen zu treffen, seinen eigenen Zustand so zu bewerten, dass Risiken und Gefahren entsprechend erkannt werden, und sich an Gesprächen zu beteiligen. Aber auch Basisfähigkeiten wie die räumliche und zeitliche Orientierung und das Erkennen von Personen werden in diesem Modul mit abgefragt.
- Verhalten und psychische Problemlagen

Von Unruhezuständen bis hin zu aggressivem und selbstschädigenden Verhalten wird hier erfragt, ob bzw. wie oft ein solches Verhalten auftritt. Auch Ängste, Wahnvorstellungen und depressive Stimmungslagen werden hier mit berücksichtigt.
- Selbstversorgung

Der Bereich der Selbstversorgung schließt die Körperpflege mit ein sowie das An- und Ausziehen. Außerdem wird bewertet, wie selbstständig oder unselbstständig die Nahrungsaufnahme und die Benutzung der Toilette stattfinden. In diesem Bereich wird insbesondere eine totale Unterstützung bei der Nahrungsaufnahme sowie der Bewältigung von Inkontinenz mit mehr Punkten bewertet, da diese Tätigkeiten zeitaufwändig sind und die aus ihnen resultierende Einschränkung erheblich ist.
- Bewältigung von und selbstständiger Umgang mit krankheits- oder therapiebedingten Anforderungen und Belastungen

Vom Anreichen der Medikamente über die Versorgung mit Kompressionsstrümpfen bis hin zu Verbandswechseln und der Versorgung intravenöser Zugänge sind hier sämtliche Tätigkeiten vermerkt, die pflegerische Unterstützung erforderlich machen, wenn sie nicht mehr selbstständig ausgeführt werden können. Auch Therapiemaßnahmen und Arztbesuche werden hier mit erfasst.
- Gestaltung des Alltagslebens und sozialer Kontakte

Bei der Gestaltung des Tagesablaufs wird ebenfalls berücksichtigt, ob es noch möglich ist, sich selbst ins Bett oder in den Rollstuhl zu begeben, oder ob auch hier Hilfe notwendig ist. Auch die Interaktion mit anderen und die Pflege von Kontakten wird in diesem Bereich mit abgefragt.

#### Weitere für die Versorgung relevante Informationen
Erfasst wird, ob bzw. in welchen Grad das eigenständige Verlassen des Wohnbereiches und die Nutzung des öffentlichen Nahverkehrs ohne Begleitung möglich ist. Bei der Teilnahme an Aktivitäten wird dagegen nur berücksichtigt, ob sie noch möglich sind (unabhängig von möglichen Einschränkungen beim Transport). Die Haushaltsführung beinhaltet u. a. die Fähigkeit, selbst einzukaufen, sich eine einfache Mahlzeit zuzubereiten und den Wohnbereich sauber zu halten. Aber auch der Umgang mit finanziellen Angelegenheiten und Behörden wird hier mit erfasst.

#### Ergänzende Beurteilung und Empfehlungen
Bei der Beurteilung der Versorgungssituation besteht die Möglichkeit, Empfehlungen auszusprechen, nicht nur was die Anpassung der Situation betrifft, sondern auch hinsichtlich ggf. hilfreicher ergänzender Einschätzungen, z. B. durch eine pflegefachliche Stellungnahme. Des Weiteren können hier Empfehlungen zu ergänzenden Heil- und Hilfsmitteln, zusätzlichen therapeutischen oder rehabilitativen Maßnahmen oder baulichen Anpassungen des Wohnumfeldes vorgenommen werden. Nach Vorfällen, die dazu führen, dass die Pflegesituation sich in absehbarer Zeit ändern kann, wie beispielsweise nach Unfällen, Erkrankungen, Schlaganfällen etc., wird außerdem eine Prognose hinsichtlich der möglichen Verbesserung der allgemeinen Selbstständigkeit oder bestimmter Fähigkeiten ausgesprochen.

## Definition, Pflegegrade, Unterscheidungsmerkmale
Mit dem Zweiten Pflegestärkungsgesetz wurden die bisherigen drei Pflegestufen sowie die zusätzliche Feststellung der eingeschränkten Alltagskompetenz durch fünf Pflegegrade ersetzt.
Pflegebedürftige, die bereits über eine Pflegestufe und/oder eine Feststellung der eingeschränkten Alltagskompetenz verfügten, werden nach einem festgelegten Schema in die neuen Pflegegrade überführt. Diese genießen insoweit Bestandsschutz, als dass sie ihren Pflegegrad behalten, und zwar auch dann, wenn die Anwendung der neuen Kriterien zu einem niedrigeren Pflegegrad führen würde. Nach § 141 Abs. 1 SGB XI besteht außerdem ein Bestandsschutz hinsichtlich der gewährten Leistungen: Würde die Anwendung der neuen Regelungen zu einem geringeren Anspruch auf laufende Leistungen der Pflegeversicherung führen, bleibt der Anspruch in der bisherigen Höhe erhalten.
Die Kriterien für die Feststellung der Pflegebedürftigkeit sind in § 14 SGB XI festgelegt. Pflegebedürftig ist, wer eine körperliche, geistige oder psychische Behinderung oder eine gesundheitliche Belastung nicht selbständig kompensieren kann. Die Pflegebedürftigkeit muss voraussichtlich auf Dauer, mindestens für sechs Monate, bestehen, und sie muss eine gewisse Schwere aufweisen, die in fünf Pflegegraden kategorisiert wird. Vom Pflegegrad ist abhängig, ob und in welchem Umfang der Pflegebedürftige Leistungen von der Pflegeversicherung beanspruchen kann.
Zur Feststellung der Pflegebedürftigkeit werden die täglichen Verrichtungen in sechs Kategorien einsortiert, die – in unterschiedlicher Gewichtung – in die Pflegegrade einfließen. Es sind dies:
- Mobilität (10 Prozent): die Fähigkeit, sich in der eigenen Wohnung fortzubewegen, zu sitzen und im Bett zu liegen
- Kognitive und kommunikative Fähigkeiten sowie Verhaltensweisen und psychische Problemlagen (15 Prozent): Hierbei handelt es sich eigentlich um zwei getrennte Kategorien; es wird bei der Pflegebedürftigkeit nur die Kategorie mit der höheren Beeinträchtigung berücksichtigt.
  - Die kognitiven und kommunikativen Fähigkeiten umfassen das räumliche und zeitliche Orientierungsvermögen, das episodische und das semantische Gedächtnis, die exekutiven Funktionen, die Willens- und Entscheidungskraft, die Steuerungsfähigkeit, die Intelligenz und die kommunikativen Fähigkeiten.
  - Verhaltensweisen und psychische Problemlagen, die für die Feststellung der Pflegebedürftigkeit relevant sind, sind etwa motorische Störungen, Störungen des Tag-Nacht-Rhythmus, aggressives Verhalten gegen sich oder andere, fehlende Krankheitseinsicht, Wahnvorstellungen, Ängste, Antriebslosigkeit sowie fehlende soziale Kompetenz.
- Selbstversorgung (40 Prozent): Hierunter fällt die eigene Körperpflege, das An- und Auskleiden, das Essen und Trinken sowie die Darm- und Blasenentleerung. Bei Säuglingen kann ein Bedarf nur dann bestehen, wenn diese einen außergewöhnlich hohen Aufwand bei der Nahrungsaufnahme benötigen.
- Bewältigung krankheitsbedingter Anforderungen (20 Prozent): Gemeint sind hier die selbständige Anwendung von Medikamenten, Cremes, Injektionen, Kathetern, Messgeräten und anderen Hilfsmitteln, ein notwendiger Verbandswechsel sowie die Wundversorgung, Arztbesuche und der Besuch anderer therapeutischer Einrichtungen sowie die Einhaltung einer krankheitsbedingten Diät.
- Gestaltung des Alltagslebens (15 Prozent): Hier geht es um die Aufrechterhaltung einer Tagesstruktur sowie regelmäßiger sozialer Kontakte.

Bei Kindern wird die Pflegebedürftigkeit ermittelt, indem der Entwicklungsstand mit gesunden Kindern gleichen Alters verglichen wird und entsprechende Defizite bei den obigen Kriterien berücksichtigt werden.
Die genauen Begutachtungsrichtlinien sind nunmehr verbindlich in der Anlage 1 zum SGB XI festgelegt. Die Gewichtung der einzelnen Beeinträchtigungen innerhalb einer Kategorie ist verbindlich in der Anlage 2 zum SGB XI festgelegt. Besteht aufgrund der Krankheit eine Unfähigkeit zur selbständigen Haushaltsführung, ist diese zusätzlich erhöhend zu berücksichtigen.
Je nach Schwere der Pflegebedürftigkeit ergibt sich eine Aufteilung auf die einzelnen Pflegegrade nach § 15 SGB XI wie folgt:
- 12,5 bis unter 27 Punkte: Pflegegrad 1
- 27 bis unter 47,5 Punkte: Pflegegrad 2
- 47,5 bis unter 70 Punkte: Pflegegrad 3
- 70 bis unter 90 Punkte: Pflegegrad 4
- 90 Punkte und mehr: Pflegegrad 5

Bei Pflegegrad 1 besteht eigentlich noch keine Pflegebedürftigkeit; entsprechend sind solche Personen nach § 28a SGB XI von den meisten Leistungen der Pflegeversicherung ausgeschlossen. Sie erhalten größtenteils nur Beratungsleistungen.
In besonderen Härtefällen kann der Pflegegrad 5 erteilt werden, auch wenn die Gesamtpunktanzahl die Grenze für den Pflegegrad 5 nicht erreicht. Kleinkinder im Alter bis zu 18 Monaten werden pauschal einen Pflegegrad höher eingestuft, so dass hier Pflegegrad 1 entfällt.

## Leistungen

### Leistungsgrundsätze
Die Pflegeversicherungen haben nach § 5 SGB XI darauf hinzuwirken, dass Pflegebedürftigkeit durch Prävention, medizinische Behandlung und Rehabilitation vermieden wird. Stellt die Pflegeversicherung einen Rehabilitationsbedarf fest, muss sie den Versicherten sowie mit dessen Einwilligung den behandelnden Arzt und den zuständigen Rehabilitationsträger informieren. Die Mitteilung an den Rehabilitationsträger gilt als Reha-Antrag nach § 14 SGB IX. Ist eine sofortige Reha-Leistung erforderlich, kann der zuständige Träger die Leistung aber nicht rechtzeitig erbringen, muss die Pflegeversicherung nach § 32 SGB XI selbst vorläufige Leistungen zur Rehabilitation erbringen.
Ambulante Pflege geht teilstationären und vollstationären Pflegeleistungen vor. Die Leistungen der teilstationären Pflege sowie der Kurzzeitpflege haben Vorrang vor der vollstationären Pflege (§ 3 SGB XI).
Alle Leistungen mit Ausnahme der technischen Hilfsmittel und der Pflegekurse sind der Höhe nach begrenzt. Dies ist Ausdruck des politischen Willens, die Pflegeversicherung nicht als Vollversicherung zu konzipieren, um die Beiträge stabil zu halten und die Ausgabenentwicklung steuern zu können. Es handelt sich somit nicht um ein „Bedarfsdeckungssystem“, sondern um ein „Budgetierungssystem“; die tatsächlich entstehenden Kosten übersteigen häufig die von der Versicherung erstatteten Beträge. Der selbst aufzubringende Anteil steigt im Laufe der Zeit, solange die fixen Höchstbeträge nicht an die inflationsbedingt steigenden Kosten angepasst werden.
Die Leistungen, die die Pflegeversicherung bei häuslicher Pflege durch Familienangehörige gewährt (Pflegegeld), sind in der Höhe wesentlich geringer als diejenigen, die sie beim Einsatz externer Pflegekräfte finanziert (Ersatz von Aufwendungen für Grundpflege und hauswirtschaftliche Versorgung durch häusliche Pflegehilfe). Diesen Unterschied hat das Bundesverfassungsgericht 2014 für zulässig erklärt und verwies auf die „gegenseitige Beistandspflicht von Ehegatten untereinander sowie zwischen Eltern und Kindern“, die „nicht nur eine sittliche Pflicht, sondern durch §§ 1353, 1618a BGB auch als rechtliche Pflicht ausgestaltet“ ist. Der Gesetzgeber dürfe den Pflegebedürftigen die Wahl zwischen den verschiedenen Formen der Pflege lassen und „wegen der besonderen Pflichtenbindung von Familienangehörigen“ das Pflegegeld „lediglich als materielle Anerkennung“ gestalten. Eine Verletzung des Gleichheitsgrundsatzes oder des Schutzes von Ehe und Familie liege nicht vor.

### Leistungen bei häuslicher Pflege (häusliche Pflegehilfe)
Im Jahr 2003 entschieden sich etwa zwei Drittel der Leistungsempfänger für die ambulante häusliche Pflege. In der gewohnten häuslichen Umgebung fühlt sich der überwiegende Teil der Pflegebedürftigen geringeren psychischen Belastungen ausgesetzt als bei einem Aufenthalt in einem Heim. Es besteht jedoch eine zunehmende Tendenz zugunsten stationärer Leistungen.

#### Pflegegeld
Pflegebedürftige, die keine Pflegehilfe eines ambulanten Pflegedienstes in Anspruch nehmen, erhalten ein monatliches Pflegegeld. Dadurch soll die ehrenamtliche Pflege unterstützt werden und Anerkennung finden. Der Pflegebedürftige ist frei darin, wie er das Pflegegeld verwendet. So kann damit zum Beispiel eine selbstgewählte ehrenamtliche Pflegeperson vergütet werden.
Voraussetzung für das Pflegegeld ist, dass die häusliche Pflege in geeigneter Weise sichergestellt ist, was bei regelmäßigen Qualitätssicherungsbesuchen durch Pflegedienste überprüft wird (§ 37SGB XI).
Seit der letzten Erhöhung zum 1. Januar 2025 beträgt das Pflegegeld monatlich:
- 347 Euro bei Pflegegrad 2 (bis 2024 332 Euro)
- 599 Euro bei Pflegegrad 3 (bis 2024 573 Euro)
- 800 Euro bei Pflegegrad 4 (bis 2024 765 Euro)
- 990 Euro bei Pflegegrad 5 (bis 2024 947 Euro)

Während einer vollstationären Krankenhausbehandlung oder Rehabilitationsmaßnahme wird das Pflegegeld bis zu vier Wochen weiter gezahlt, danach ruht der Anspruch.
Anspruch auf das Pflegegeld haben auch Versicherte, die sich vorübergehend oder dauerhaft in einem EU-Land, Island, Norwegen, Liechtenstein oder der Schweiz aufhalten. Bei Auslandsaufenthalten in anderen Staaten kann das Pflegegeld bis zu sechs Wochen im Kalenderjahr weiterbezogen werden, wenn der Aufenthalt nur vorübergehend ist (§ 34 SGB XI).
Leistungsbezieher, die am Stichtag 31. März 1995 einen Anspruch auf Pflegegeld nach § 69 Bundessozialhilfegesetzes (BSHG) hatten, erhalten ein sog. Besitzstandspflegegeld.

#### Qualitätssicherungsbesuch
Eine zur „Geldleistung“ gehörige Dienstleistung der Pflegeversicherung sind obligatorische, regelmäßige „Qualitätssicherungsbesuche“ daheim (§ 37 Abs. 3 SGB XI). Sie dienen zur Beratung und Sicherstellung einer ausreichenden pflegerischen Versorgung durch die Angehörigen (Laienpflege). Die pflegenden Angehörigen vereinbaren den Besuch mit einem ambulanten Pflegedienst, einer von den Landesverbänden der Pflegekassen anerkannten Beratungsstelle oder einem Pflegestützpunkt ihrer Wahl. Bei dem Einsatz steht die Beratung und nicht die Kontrolle im Vordergrund. Fragen, die gestellt werden bzw. werden können: „Wie mache ich dies oder das leichter? Woher bekomme ich Hilfsmittel? Wie verabreiche ich Getränke? Welche Kosten entstehen, wenn Teile der Pflege von Profis übernommen werden? Wie oft sollte die Person anders gelagert werden? …“.
Die Häufigkeit solcher Pflichtbesuche richtet sich nach dem Pflegegrad. Bei Pflegegrad 2 und 3 findet alle 6 Monate, bei Pflegegrad 4 und 5 alle 3 Monate ein Besuch statt. Pflegebedürftige mit Pflegegrad 1 können die Besuche freiwillig in Anspruch nehmen, obwohl sie keinen Anspruch auf Pflegegeld haben. Die Kosten für den Einsatz werden von der Pflegeversicherung übernommen.
Sofern festgestellt wird, dass die häusliche Pflege nicht hinreichend sichergestellt ist oder Pflegeschäden aufgetreten sind oder sogar eine so genannte gefährliche Pflegesituation vorliegt, verliert der Pflegebedürftige den Anspruch auf das Pflegegeld. Das hat zur Folge, dass die Pflege entweder von einem ambulanten Pflegedienst übernommen werden muss oder voll-/teilstationäre Pflege erforderlich wird (siehe die folgenden Abschnitte), wofür die Pflegekasse aufkommen muss.

#### Ambulanter Pflegedienst (Pflegesachleistung)
Die Pflegeversicherung finanziert einen ambulanten Pflegedienst, der die Pflege zu Hause durchführt (Pflegesachleistung). Die pflegebedürftige Person hat die freie Wahl zwischen den Pflegediensten, die einen Versorgungsvertrag nach den §§ 71 ff. SGB XI abgeschlossen haben. Die Pflegedienste rechnen direkt mit der Pflegeversicherung ab, eine Auszahlung an die gepflegte Person oder deren Angehörige erfolgt nicht. Die monatlichen Höchstbeträge richten sich nach dem jeweiligen Pflegegrad:
- 796 Euro bei Pflegegrad 2 (bis 2024   689 Euro)
- 1497 Euro bei Pflegegrad 3 (bis 2024 1298 Euro)
- 1859 Euro bei Pflegegrad 4 (bis 2024 1612 Euro)
- 2299 Euro bei Pflegegrad 5 (bis 2024 1995 Euro)

Unter bestimmten Voraussetzungen kann die Pflegesachleistung auch durch Einzelpersonen erbracht werden, die mit der Pflegeversicherung einen Vertrag nach § 77 SGB XI abgeschlossen haben. Mit der Gesetzesänderung zum 1. Juli 2008 wurden diese Voraussetzungen erweitert, um solche Einzelverträge zu fördern. Auch ist die Zusammenfassung von Sachleistungen mehrerer Pflegebedürftiger zu einem „Pool“ von Leistungsansprüchen innerhalb einer sozialen Struktur z. B. innerhalb einer Wohnung, eines Hauses oder eines Wohnviertels möglich (§ 36 SGB XI).
Muss für die Pflege durch einen Pflegedienst mehr aufgewendet werden, als die Pflegeversicherung erstattet, können die Mehrkosten steuerlich als „Haushaltsnahe Dienstleistung“ geltend gemacht werden.

#### Kombinationsleistung
Hierbei können sowohl Pflegeleistungen der Pflegedienste für die häusliche Pflege als „Sachkosten“ abgerechnet werden als auch der dabei nicht verbrauchte Anteil am Höchstbetrag als „Geldleistung“ für Pflegepersonen beansprucht werden (§ 38 SGB XI). Wird beispielsweise 80 % des Höchstbetrages der „Sachleistung“ verbraucht, stehen daneben noch 20 % des Höchstbetrags des Pflegegeldes des jeweiligen Pflegegrades zur Verfügung. So kann beispielsweise die persönliche Pflege teilweise durch einen Pflegedienst erfolgen (dafür gelten alle Details zur Pflegesachleistung) und die restliche persönliche Pflege sowie die hauswirtschaftliche Versorgung durch einen Familienangehörigen (dafür gelten alle Details zu Pflegegeldzahlung … bis auf die entfallenden Qualitätssicherungsbesuche und zu Soziale Absicherung der Pflegeperson).
Gemäß § 38 muss sich der Pflegebedürftige entscheiden, in welchem prozentualen Verhältnis er Pflegesachleistung und Pflegegeld beziehen möchte, und ist an diese Entscheidung für die Dauer von sechs Monaten gebunden.
In der Praxis wird eine vorzeitige Modifikation in Ausnahmefällen jedoch akzeptiert, beispielsweise bei einer wesentlichen Änderung der Pflegesituation.
Für den Fall, dass die Pflegesachleistung von Monat zu Monat schwankt, hat sich die Verfahrensweise etabliert, dass die Pflegekasse die Abrechnung des Pflegedienstes abwartet, den sich daraus ergebenden Restanspruch an Pflegegeld errechnet und diesen nachträglich überweist.
Mit Inkrafttreten der Gesetzesänderungen ab dem 1. Juli 2008 wurden die Leistungen bei der Kombination aus Pflegesachleistung und Pflegegeld mit teilstationärer Pflege verbessert (s. u.).

#### Teilstationäre Pflege (Tages- oder Nachtpflege)
Teilstationäre Pflege ist die zeitweise Betreuung im Tagesverlauf in einer Einrichtung. Teilstationäre Pflege kann als Tages- oder Nachtpflege konzipiert sein. Die Pflegeversicherung übernimmt die Pflegekosten, die Aufwendungen der sozialen Betreuung und die Kosten der medizinischen Behandlungspflege, abhängig von dem jeweiligen Pflegegrad. Aufgrund des Nachrangs § 3 SGB XI der stationären Leistungen der Pflegeversicherung wird teilstationäre Pflege nur gewährt, wenn dies im Einzelfall erforderlich ist, weil beispielsweise häusliche Pflege nicht in ausreichendem Umfang zur Verfügung gestellt werden kann.
- Beispiel: Die Pflegeperson (Tochter) entschließt sich, wieder berufstätig zu werden. Die pflegebedürftige Mutter kann nicht acht Stunden lang unbeaufsichtigt bleiben. Da keine weiteren Pflegepersonen zur Verfügung stehen und Pflegesachleistung nicht ausreicht, besteht ein Anspruch auf teilstationäre Pflege in einer Tagespflege-Einrichtung.

Die Kosten für Unterkunft und Verpflegung sowie der Investitionskostenanteil müssen privat getragen werden. Die Leistungen für teilstationäre Pflege betragen nach § 41 SGB XI monatlich maximal:
- 689 Euro bei Pflegegrad 2
- 1298 Euro bei Pflegegrad 3
- 1612 Euro bei Pflegegrad 4
- 1995 Euro bei Pflegegrad 5

Seit dem 1. Januar 2015 erfolgt keine Anrechnung teilstationärer Leistungen auf ambulante Leistungen mehr. Pflegegeld, Pflegesachleistung und teilstationäre Pflege können parallel ohne Einschränkungen in Anspruch genommen werden.
Sind über die o. g. Höchstbeträge weitere finanzielle Mittel für die häusliche und/oder die teilstationäre Versorgung erforderlich und können diese Mittel nicht privat aufgebracht werden, kann Sozialhilfe (Hilfe zur Pflege) beantragt werden, die im Rahmen der Auffangfunktion der Sozialhilfe die fehlenden Leistungen übernehmen muss, sofern die wirtschaftlichen Voraussetzungen zum Bezug von Sozialhilfe erfüllt sind.

#### Zusätzliche laufende Leistungen für Pflegepersonen
Neben allen vorgenannten Leistungen der häuslichen Pflege können für Pflegepersonen (in der Definition des § 19 SGB XI) Leistungen zur sozialen Sicherung und Wiedereingliederung in das Berufsleben übernommen werden (§ 44 SGB XI). Diese Leistungen sind nicht an den Bezug von Pflegegeld gebunden, z. B. wenn die laufenden Zahlungen für die Leistungen professioneller Pflegeleistungen ausgeschöpft sind, aber darüber hinaus private häusliche Pflegeleistungen erfolgen (vgl. das obige Beispiel in „Teilstationäre Pflege“). Maßgeblich ist allein, ob und in welchem Umfang häusliche Pflegehilfe erforderlich ist und tatsächlich von der (den) Pflegeperson(en) erbracht wird. Der Medizinische Dienst hat im Rahmen der Begutachtung dazu Stellung zu nehmen.

##### Unfallversicherung
Pflegepersonen sind während der Pflegetätigkeit in die gesetzliche Unfallversicherung einbezogen (§ 44 SGB XI). Versichert sind alle Tätigkeiten im Bereich der Körperpflege und, soweit diese überwiegend der pflegebedürftigen Person zugutekommen, auch alle Tätigkeiten im Bereich Ernährung, Mobilität und Hauswirtschaft. Auch die Wege von und zur Pflegestelle sind versichert (Quelle: Gemeinsames Rundschreiben). Der Unfallversicherungsschutz gilt auch für Pflegepersonen, die mehr als 30 Wochenstunden erwerbstätig sind. Kein Unfallversicherungsschutz gilt für Personen, die im Rahmen der Delegation gelegentliche Hilfstätigkeiten für die Pflegeperson übernommen haben, weil sie nicht als Pflegeperson im Sinne des § 19 SGB XI gelten.

##### Beiträge zur gesetzlichen Rentenversicherung
Pflegepersonen, die einen Pflegebedürftigen mit mindestens Pflegegrad 2, der Anspruch auf Leistungen der Pflegeversicherung hat, mindestens 10 Stunden in der Woche, verteilt auf mindestens zwei Tage pflegen, sind in der gesetzlichen Rentenversicherung pflichtversichert (§ 3 Satz 1 Nr. 1a SGB VI). Dies gilt nicht, wenn die Pflegeperson bereits anderweitig rentenversichert ist, z. B. weil sie
- eine Altersrente bzw. eine Pension bezieht
- neben der Pflege mehr als 30 Wochenstunden anderweitig versicherungspflichtig beschäftigt oder selbständig ist

Die Rentenversicherungspflicht entfällt nach Auffassung der Spitzenverbände der Sozialversicherung auch dann, wenn die Pflege nicht von Dauer ist. Dauerhaft in diesem Sinne wird eine Pflege ausgeübt, wenn sie auf mehr als zwei Monate bzw. 60 Tage im Jahr (nicht Kalenderjahr) angelegt ist.
Das Versicherungsverhältnis kommt kraft Gesetzes zustande, ein Antrag ist nicht erforderlich. Die Entscheidung, ob die Voraussetzungen für die Versicherungspflicht vorliegen, trifft der Träger der gesetzlichen Rentenversicherung. Sofern Versicherungspflicht besteht, zahlt die Pflegekasse die Pflichtbeiträge direkt an die Rentenversicherung, die dort als Pflichtbeitragszeiten verbucht werden.
Die Höhe der Rentenversicherungsbeiträge richtet sich nach § 166 Abs. 2 SGB VI. Es werden fiktive beitragspflichtige Einnahmen zugrunde gelegt, die vom Pflegegrad und von der Bezugsgröße nach § 18 SGB IV abhängen sowie davon, ob der Pflegebedürftige Pflegegeld, Pflegesachleistungen oder die Kombileistung beansprucht.
Monatliche Rentenbeiträge (in Euro) [nur ungefähre Werte, da nicht auf Basis der aktuellen (2024) Bezugsgröße]:
|            | Beitragssätze West | Beitragssätze West | Beitragssätze West | Beitragssätze Ost | Beitragssätze Ost | Beitragssätze Ost  |
| Pflegegrad | Pflegegeld         | Kombileistung      | Pflegesachleistung | Pflegegeld        | Kombileistung     | Pflegesachleistung |
| ---------- | ------------------ | ------------------ | ------------------ | ----------------- | ----------------- | ------------------ |
| 2          | 150,21 €           | 127,68 €           | 105,15 €           | 134,30 €          | 114,16 €          | 094,01 €           |
| 3          | 239,22 €           | 203,34 €           | 167,45 €           | 213,89 €          | 181,81 €          | 149,72 €           |
| 4          | 389,43 €           | 331,01 €           | 272,60 €           | 348,19 €          | 295,96 €          | 243,74 €           |
| 5          | 556,33 €           | 472,88 €           | 389,43 €           | 497,42 €          | 422,81 €          | 348,19 €           |

Bei der Rentenberechnung werden die dem Rentenversicherungsträger gemeldeten Pflegezeiten wie Zeiten einer versicherten Beschäftigung auf die Rente angerechnet. Die Spitzenorganisationen der Sozialversicherung haben die Rentenversicherung der nicht erwerbstätigen Pflegepersonen erläutert.

##### Steuerfreibetrag
Für die Pflege von Familienangehörigen (in Ausnahmefällen auch bei der Pflege von anderen Personen), die in Pflegegrad 2 oder höher (bis 31. Dezember 2020 in Pflegegrad 4 oder 5) eingestuft sind oder bei denen das Merkmal „H“ (hilflos) im Schwerbehindertenausweis eingetragen ist, kann die Pflegeperson einen Pflege-Pauschbetrag beanspruchen, sofern sie für die Pflege keine Einnahmen erhalten hat. Entstehen höhere Aufwendungen, so können diese anstelle des Pauschbetrags als außergewöhnliche Belastung unter Anrechnung der zumutbaren Belastung geltend gemacht werden.

#### Zusätzliche Leistungen bei Bedarf

##### Verhinderungspflege („Ersatzpflege“)
Ist bei der häuslichen Pflege die private Pflegeperson vorübergehend an der Pflege gehindert, übernimmt die Pflegeversicherung die nachgewiesenen Kosten einer Ersatzpflege (auch Verhinderungspflege genannt) für längstens sechs Wochen je Kalenderjahr und zu dem seit 2015 gültigen Höchstbetrag von 1612 Euro. Die Verhinderungspflege kann tage- oder stundenweise in Anspruch genommen werden. Zu den möglichen Gründen zählen auch alle Freizeitaktivitäten (etwa ein Kinobesuch oder ein Abendessen bei Freunden). Grundsätzlich ist es ausreichend, Ansprüche im Nachhinein geltend zu machen. Die AOK Nordwest empfiehlt, mögliche Leistungen vorher mit der Pflegekasse zu besprechen, um Missverständnisse zu vermeiden.
Seit dem 1. Januar 2015 dürfen zusätzlich bis zu 50 % (bis zu 806 Euro) des jährlich für Kurzzeitpflege vorgesehenen Betrages anstatt für stationäre Kurzzeitpflege für die häusliche Verhinderungspflege ausgegeben werden.
Voraussetzung ist, dass die Pflegeperson den Pflegebedürftigen vor der erstmaligen Verhinderung mindestens sechs Monate in seiner häuslichen Umgebung gepflegt hat (§ 39 SGB XI).
Bei der Ersatzkraft kann es sich sowohl um einen professionellen Pflegedienst als auch um eine legal vermittelte Betreuungskraft eines Dienstleistungsunternehmens handeln, das seinen Sitz innerhalb der Europäischen Union hat.
Ist die Ersatzkraft mit der pflegebedürftigen Person bis zum zweiten Grad verwandt oder verschwägert oder lebt sie im selben Haushalt, ist die Leistung auf den Betrag des Pflegegeldes des jeweiligen Pflegegrades begrenzt. Dies gilt jedoch nicht, wenn die Ersatzpflege erwerbsmäßig ausgeübt wird.
Erwerbsmäßig wird die Pflege dann ausgeübt, wenn
- die Pflegeperson innerhalb der letzten 12 Monate bereits einen anderen Pflegebedürftigen mindestens 8 Tage lang gepflegt hat oder
- die Pflegeperson den Pflegebedürftigen im Rahmen der Ersatzpflege länger als 4 Wochen (28 Tage) am Stück pflegt.

In diesem Fall steht auch Verwandten und Verschwägerten der Höchstbetrag von 1612 Euro zur Verfügung.
Tatsächliche höhere Aufwendungen müssen nachgewiesen werden, beispielsweise für die Reinigung der Pflegekleidung, für Fahrtkosten, Kosten für die anderweitige Unterbringung eines Kindes während der Pflegetätigkeit, Verdienstausfall. Diese weiteren Aufwendungen werden unabhängig von dem geltenden Höchstbetrag geleistet. Kosten, die der Pflegeperson durch den Arbeitsausfall im eigenen Haushalt entstehen, sind nicht erstattungsfähig.
Während des Bezugs von Ersatzpflege verringert sich ggf. der Pflegegeldbezug: Werden die Gelder für Verhinderungs- und häusliche Kurzzeitpflege in Anspruch genommen, wird für die Dauer des Bezugs das bewilligte Pflegegeld für den ersten und letzten Tag des jeweiligen Zeitraums zu 100 %, für die dazwischenliegenden Tage jedoch nur zu 50 % ausgezahlt. Der Anspruch auf Pflegegeld kann auch bereits vor Ablauf der 42 Tage wiederaufleben, sobald der Höchstbetrag von 1612 Euro überschritten wurde.
Bei nur stundenweiser Beantragung des Verhinderungspflegegeldes bzw. des anteiligen Kurzzeitpflegegeldes wird das bewilligte monatliche Pflegegeld zu 100 % ausbezahlt, d. h. nicht gekürzt, vorausgesetzt, die Zeit der Abwesenheit der eingetragenen Pflegeperson überschreitet nicht sechs Stunden. Der Zeitraum wird nicht auf die Höchstdauer von 42 Tagen angerechnet. Überschreitet die Zeit der Ersatzpflege 6 Stunden, wird für den jeweiligen Tag das Pflegegeld nicht bezahlt. Es empfiehlt sich, mit der Ersatzperson einen Stundenlohn zu vereinbaren.
Gehört die Ersatzperson zum engeren Familienkreis, werden Aufwendungen wie z. B. unbezahlter Urlaub, Nettoverdienstausfall, Fahrtkosten etc. gegen Vorlage einer Bescheinigung des z. B. Arbeitgebers erstattet.
Im Jahr 2021 gab es Pläne, die Regelungen zu Verhinderungspflege und Kurzzeitpflege durch ein „Entlastungsbudget“ zu ersetzen; dies wurde jedoch in der Reform vom Juni 2021 nicht umgesetzt. Das vom Bundestag am 26. Mai 2023 beschlossene Pflegeunterstützungs- und -entlastungsgesetz (PUEG), das noch im Bundesrat zur Abstimmung gebracht wird, sieht für 2024 ein Entlastungsbudget vor (nicht zu verwechseln mit dem Entlastungsbetrag).

##### Kurzzeitpflege (stationär)
Bei der Kurzzeitpflege werden die Kosten für eine stationäre Unterbringung in einem Pflegeheim bis zu acht Wochen im Kalenderjahr bis zu einem Betrag von 1612 Euro übernommen (ab 1. Januar 2015, vorher 1550 Euro). Übernahmefähig sind die pflegebedingten Kosten. Die Kosten für Unterkunft, Verpflegung und Investitionskosten sind selbst aufzubringen. Leistungsgründe können die Entlassung aus dem Krankenhaus oder eine kurzfristig erhöhte Pflegebedürftigkeit sein (diese Kurzzeitpflege ist also keine selbständige Leistung der Pflegeversicherung, sondern eine zusätzliche Leistung bei bestehender häuslicher Pflege). Kurzzeitpflege ist gegenüber der teilstationären Pflege nachrangig (§ 42 Abs. 1 SGB XI), das heißt die Pflegeversicherung kann im Einzelfall durch den Medizinischen Dienst bzw. Medicproof prüfen lassen, ob teilstationäre Pflege ausreicht, um den Pflegebedarf zu decken.
Eine Kurzzeitpflege kann, so die Verbraucherzentrale, innerhalb Deutschlands auch in einem anerkannten Pflegehotel in Anspruch genommen werden.

##### Pflegehilfsmittel
Pflegehilfsmittel und technische Hilfen werden unabhängig von der jeweiligen Pflegestufe zur Verfügung gestellt, und zwar regelmäßig leihweise (§ 40 SGB XI). Für technische Hilfsmittel besteht eine Zuzahlungspflicht von 10 %, höchstens jedoch 25 Euro je Hilfsmittel. Im Hilfsmittelverzeichnis der Gesetzlichen Krankenversicherung sind unter den Nummern 50 bis 54 die Pflegehilfsmittel aufgelistet. Die Notwendigkeit für Pflegehilfsmittel muss von einem Pflegedienst bestätigt werden. In der stationären Pflege sind Pflegehilfsmittel von der Pflegeeinrichtung bereitzustellen (s. u.). Für „zum Verbrauch bestimmte Pflegehilfsmittel“ wie beispielsweise Einmalhandschuhe und Einmal-Bettschutzeinlagen werden Ausgaben bis 40 Euro monatlich übernommen (Beantragung beim Kauf).

##### Maßnahmen zur Wohnumfeldverbesserung
Für die Verbesserung des Wohnumfeldes (beispielsweise Anbringen von Handläufen und Haltegriffen, Beseitigung von Schwellen und Stufen durch Einbau von Rampen, Einbau von unterfahrbaren Küchenschränken, Einbau eines behindertengerechten Bades, Treppenlift) können von der Pflegeversicherung nach § 40 Abs. 4 SGB XI Kosten bis zur Obergrenze von 4180 Euro je Maßnahme bewilligt werden. Seit Einführung des Pflege-Neuausrichtungsgesetzes zum 30. Oktober 2012 wird vom Pflegebedürftigen hierbei kein Eigenanteil mehr verlangt. Durch das Erste Pflegestärkungsgesetz (PSG I) von 2014 wurden darüber hinaus auch technische oder digitale Hilfsmittel (z. B. Notrufsysteme, Smart-Home-Lösungen) in den Anwendungsbereich der wohnumfeldverbessernde Maßnahmen einbezogen.
Sind gleichzeitig verschiedene Um- oder Einbauten nötig (beispielsweise Türverbreiterungen und Rollstuhlrampe und Treppenlift), so gelten diese einheitlich als eine Umbaumaßnahme. Ein erneuter Zuschuss für Maßnahmen zur Verbesserung des Wohnumfeldes ist nur möglich, wenn eine zwischenzeitlich eingetretene Veränderung der Pflegesituation dies erfordert. Alternativ zu nötigen Umbaumaßnahmen kann auch ein Umzug in eine den Anforderungen des Pflegebedürftigen entsprechende Wohnung bezuschusst werden. Sofern auch hier weitere Aufwendungen zur Wohnumfeldverbesserung nötig sind, können diese ebenfalls bezuschusst werden. Insgesamt darf aber auch in dieser Kombination der Höchstzuschuss von 4180 Euro nicht überschritten werden.
Sofern mehrere pflegebedürftige Personen mit anerkanntem Pflegegrad in einem gemeinsamen Haushalt leben, können sie einen gemeinsamen Antrag auf wohnumfeldverbessernde Maßnahmen stellen, wodurch sich der Zuschuss auf bis zum vierfachen Höchstzuschuss für eine einzelne Maßnahme erhöht (§ 40 Abs. 4 S. 3 und 4 SGB XI).

#### Entlastungsbetrag
Pflegebedürftige (auch solche mit Pflegegrad 1) haben nach § 45b SGB XI Anspruch auf einen sogenannten Entlastungsbetrag in Höhe von 131 Euro pro Monat (bis 2024 125 Euro). Dieser Betrag ist zweckgebunden einzusetzen für Leistungen der Tages- oder Nachtpflege, für die Kurzzeitpflege, für Betreuungsleistungen eines zugelassenen Pflegedienstes oder für so genannte niedrigschwellige Betreuungsangebote, bei denen Helfer unter pflegefachlicher Anleitung die Betreuung in Gruppen oder im häuslichen Bereich übernehmen sowie pflegende Angehörige entlasten und beratend unterstützen. Diese Leistungen wurden mit dem Pflegeleistungs-Ergänzungsgesetz mit Wirkung zum 1. Januar 2002 eingeführt.
Der Entlastungsbetrag kann allerdings noch nicht in allen Bundesländern in Anspruch genommen werden, weil einige Landesregierungen bis heute noch keine Rechtsverordnung zur Zulassung von Anbietern für den Entlastungsbetrag erlassen haben.

### Leistungen bei vollstationärer Pflege
Vollstationäre Pflege ist gegenüber der häuslichen und teilstationären Pflege nachrangig (§ 3 SGB XI). Die Pflegeversicherung kann die Notwendigkeit der vollstationären Pflege vom Medizinischen Dienst oder durch Medicproof prüfen lassen. Die Pflegeversicherung zahlt an das Pflegeheim eine monatliche Pauschale (§ 43 SGB XI):
- 125 Euro bei Pflegegrad 1 *)
- 770 Euro bei Pflegegrad 2
- 1262 Euro bei Pflegegrad 3
- 1775 Euro bei Pflegegrad 4
- 2005 Euro bei Pflegegrad 5

*) Bei Pflegegrad 1 besteht noch kein Anspruch auf vollstationäre Pflege, da sie im Regelfall auch nicht erforderlich ist. Wer auf eigenen Wunsch ins Pflegeheim geht, erhält den Zuschuss.
Die betreute Person muss die Kosten für Unterbringung und Verpflegung, Investitionskosten und eventuelle besondere Komfortleistungen (siehe Heimentgelt) selbst bezahlen, es sei denn, die Pflegekosten sind geringer als die von der Pflegeversicherung gezahlten Pauschalen; dann decken diese auch die Kosten der Unterkunft und Verpflegung. Etwaige diese Pauschalen übersteigende Kosten muss der Pflegebedürftige aber in jedem Fall selbst tragen.
Seit 1. Januar 2022 beteiligt sich die Pflegekasse mit einem Leistungszuschlag an den Kosten für Pflegebedürftige in vollstationärer Pflege. Die Höhe des Zuschusses hängt davon ab, wie lange die pflegebedürftige Person bereits in Pflegeheimen lebt.
Falls das Einkommen, auch unter Berücksichtigung der unterhaltspflichtigen Angehörigen, nicht ausreicht, die verbleibenden Kosten der stationären Pflege zu decken, kann „Hilfe zur Pflege“ beim zuständigen Sozialhilfeträger beantragt werden. Die Zuständigkeit kann beim örtlichen Sozialamt erfragt werden. Dort müssen Anträge auch entgegengenommen und weitergeleitet werden (§ 18 Abs. 2 SGB XII).
Problematisch bei der vollstationären Pflege kann die Abgrenzung der Zuständigkeit – Pflegeeinrichtung oder Krankenkasse – für die Bereitstellung der notwendigen Hilfsmittel sein. Die Pflegeversicherungen sind aufgrund der Zuordnung des § 40 SGB XI zu den Leistungen der häuslichen Pflege nicht für die Bereitstellung von Hilfsmitteln im stationären Bereich zuständig. Die Spitzenverbände der Kranken- und Pflegekassen haben aufgrund der bisherigen Rechtsprechung des Bundessozialgerichts Richtlinien verabschiedet, die die Zuständigkeit für die verschiedenen Hilfsmittelgruppen festlegen.

### Pflege in vollstationären Einrichtungen der Behindertenhilfe
§ 43a SGB XI wurde im ersten SGB XI-Änderungsgesetz auf Druck der Interessenvertretungen der Behinderten, der Behindertenhilfe und der Bundesländer eingefügt (zur Begründung der Vorschrift siehe auch Bt-Drs. 13/4521). Die Einrichtungen der vollstationären Behindertenhilfe wie beispielsweise Wohnheime für psychisch kranke oder geistig behinderte Menschen waren ursprünglich aus dem Kreis der Leistungserbringer der Pflegeversicherung ausgeschlossen, obwohl auch in diesen Einrichtungen Pflegeleistungen erbracht werden oder deren Bewohner einen Pflegegrad haben können. Zum (schwachen) Ausgleich dieser Ausgrenzung übernimmt die Pflegeversicherung 10 % des Heimentgeltes, im Einzelfall höchstens 266 Euro monatlich. Die Leistung entlastet normalerweise nur den Träger der Sozialhilfe, der im Rahmen der Eingliederungshilfe für Behinderte nach dem SGB XII die Kosten des Aufenthalts in der Einrichtung trägt. Die Begutachtungs-Richtlinien definieren in Abschnitt D 5.2.4 Besonderheiten bei der Begutachtung in Einrichtungen der Behindertenhilfe.

### Leistungen in ambulant betreuten Wohneinrichtungen („Pflege-WG“)
Mit dem Pflege-Neuausrichtungs-Gesetz wurde der § 38a SGB XI eingeführt: Hier soll das Zusammenleben mehrerer Pflegebedürftiger in einer betreuten Wohngemeinschaft gefördert und dadurch die gegenseitige Hilfe unterstützt werden. Dieses Modell hat sich etwa bei Demenzwohngemeinschaften bewährt. Zur Deckung der organisatorischen Kosten der Pflege-WG erhalten Bewohner von der Pflegeversicherung neben den Leistungen zur Deckung der eigenen Pflege einen sogenannten Wohngruppenzuschlag in Höhe von 214 Euro, wenn die Pflege-WG folgende Voraussetzungen erfüllt:
- Die WG muss aus mindestens drei Personen bestehen und darf höchstens zwölf Personen umfassen. Nicht alle, aber mindestens drei Personen müssen pflegebedürftig sein. Sie müssen „zum Zweck der gemeinschaftlich organisierten pflegerischen Versorgung“ in der WG leben (dies wird zum Beispiel für eine Familie mit drei Pflegebedürftigen nicht angenommen[43]).
- Der Pflegebedürftige muss Leistungen zur häuslichen Pflege der Pflegeversicherung beziehen.
- Es muss ein Betreuer vorhanden sein, der organisatorische Aufgaben der WG übernimmt; die Voraussetzung, dass der Betreuer die Bewohner auch tatsächlich selbst pflegen muss, ist zwischenzeitlich entfallen.
- Es darf sich nicht um eine Einrichtung der teilstationären oder stationären Pflege handeln.

Der Wohngruppenzuschlag bleibt nach einer Entscheidung des Bundessozialgerichts bei anderen Sozialleistungen (insbesondere der Hilfe zur Pflege) als Einkommen unberücksichtigt.
Im Regelfall schließt das Wohnen in einer Pflege-WG die parallele Inanspruchnahme teilstationärer Leistungen aus. Nur in Ausnahmefällen können teilstationäre Leistungen bewilligt werden, wenn die Versorgung in der Pflege-WG aufgrund besonderer Umstände nicht gewährleistet ist.
Wie eine im Auftrag des Bundesministerium für Gesundheits angefertigte Studie zeigte, ist in allen Bundesländern die Mehrheit der ambulant betreuten Pflege-WGs an Menschen mit Demenz ausgerichtet (Stand: 2017). Sehr wenige richten sich speziell an andere Zielgruppen, etwa an Pflegebedürftige mit Behinderung, an Intensivpatienten oder an Pflegebedürftige mit Migrationshintergrund. 41,2 % der Pflege-WGs sind Mitglied in einem Verband. Etwa 90 % der Pflege-WGs ließen sich bei der Gründung durch eine oder mehrere Institutionen beraten, am häufigsten von der zuständigen (Heimaufsichts-)Behörde oder von bereits bestehenden WGs, seltener von Wohlfahrtsverbänden, Fachberatungsstellen für Wohngemeinschaften oder anderen Institutionen. Etwa ein Viertel der Pflege-WGs gibt an, dass bei Konflikten eine Moderation durch externe Personen erfolgt.

### Pflegekurse
Die Pflegeversicherungen sollen Kosten für Pflegekurse (§ 45 SGB XI) für Angehörige und andere, an einer ehrenamtlichen Pflegetätigkeit interessierten Personen übernehmen. Das Vorliegen eines Pflegegrades ist hierfür nicht erforderlich. Ursprünglich als Gruppenschulung gedacht, kann ein Pflegekurs auf Wunsch der Pflegeperson und der pflegebedürftigen Person auch als (Einzel-)Schulung in der häuslichen Umgebung des Pflegebedürftigen stattfinden (§ 45 Abs. 1 Satz 3 SGB XI).
Die Pflegekurse dienen der Sicherstellung der Qualität der pflegerischen Versorgung der zu Hause gepflegten Personen und zur Erleichterung der Pflegetätigkeit (Dritter Bericht über die Entwicklung der Pflegeversicherung, S. 21). Mit einer Gesetzesänderung zum 1. Januar 2002 wurde die Vorschrift von einer „Kann-“ in eine „Soll“-Bestimmung geändert, um die Pflegeversicherungen stärker zur Durchführung von Pflegekursen zu verpflichten.

### Behandlungspflege nach § 37 SGB V neben der Pflegeversicherung
Die häusliche Krankenpflege nach § 37 SGB V ist eine Leistung der gesetzlichen Krankenversicherung. Sie kann unabhängig von einer Pflegebedürftigkeit gewährt werden.
Es wird unterschieden zwischen der Behandlungspflege zur Sicherung der ärztlichen Behandlung (§ 37, Abs. 2) – z. B. eine Wundbehandlung bei einer ansonsten nicht pflegebedürftigen Person – und der Krankenhausersatzpflege nach § 37, Abs. 1. Letztere kann zur Anwendung kommen, wenn eine Krankenhausbehandlung geboten, aber nicht ausführbar ist, oder wenn sie durch die häusliche Krankenpflege vermieden oder verkürzt wird. Die Krankenhausersatzpflege umfasst über die nötige Behandlungspflege hinaus zusätzlich die im Einzelfall erforderliche Grundpflege sowie die hauswirtschaftliche Versorgung während bis zu vier Wochen je Krankheitsfall, in begründeten Ausnahmefällen auch länger. Die Behandlungspflege kann auf ärztliche Verordnung grundsätzlich zeitlich unbegrenzt gewährt werden, zum Beispiel wenn regelmäßig Injektionen verabreicht werden müssen und weder der Patient selbst noch eine andere im Haushalt lebende Person dazu in der Lage ist.
In der stationären Pflege ist die Behandlungspflege Teil der Leistung der Pflegeversicherung an die Pflegeeinrichtung, ein gesonderter Anspruch an die Krankenkasse besteht nicht (§ 41 Abs. 2, § 42 Abs. 2 und § 43 Abs. 2 SGB XI). Durch die am 1. April 2007 in Kraft getretenen Änderungen durch das GKV-Wettbewerbsstärkungsgesetz (GKV-WSG vom 26. März 2007) ergibt sich die Neuerung, dass bei Versicherten in vollstationären Pflegeeinrichtungen, die einen „besonders hohen Bedarf an medizinischer Behandlungspflege haben“ (§ 37 Abs. 2 Satz 3 SGB V), dennoch ein Anspruch auf Leistungen besteht. Der Gemeinsame Bundesausschuss hat mit Beschluss vom 10. April 2008 die Richtlinien zur Verordnung häuslicher Krankenpflege entsprechend geändert. Die Neuregelung entlastet die Träger der Pflegeeinrichtungen, für die Bewohner ändert sich nichts.
Der Anteil Grundpflege und hauswirtschaftliche Versorgung muss nicht durch die häusliche Krankenpflege übernommen werden für Personen ab Pflegegrad 2. Für sie greift die Pflegeversicherung. Es ist den Krankenkassen aber in § 37 Abs. 2 SGB V freigestellt, die Übernahme dieser Leistung in ihrer Satzung vorzusehen.
Während der Inanspruchnahme von Krankenhausersatzpflege ruhen Leistungen der Pflegeversicherung für häusliche Pflege – nur das Pflegegeld wird für maximal vier Wochen weitergezahlt, in bestimmten Fällen auch darüber hinaus (§ 34 Abs. 2 SGB XI).

## Beiträge zur Pflegeversicherung

### Gesetzlich Versicherte
Die Mittel der sozialen Pflegeversicherung werden aus Beiträgen gedeckt, die von den Versicherten selbst und – bei Arbeitnehmern – auch vom Arbeitgeber zu tragen sind. Beitragssätze sowie Beitragszuschlag und Beitragsabschläge in Abhängigkeit von der Anzahl zu berücksichtigender Kinder sind der nachstehenden Tabelle zu entnehmen.

#### Beitragssätze
Die Beiträge werden für jedes Mitglied aus dessen beitragspflichtigen Einnahmen berechnet, jedoch nur bis zur Beitragsbemessungsgrenze (§ 55 Abs. 1 Satz 1 SGB XI). Die Beitragsbemessungsgrenze beträgt seit 1. Januar 2025 monatlich 5512,50 Euro (§ 55 Abs. 2 SGB XI, § 6 Abs. 7 SGB V in Verbindung mit den jeweiligen Sozialversicherungs-Rechengrößenverordnungen), davor lag sie bei 5175 Euro. Pflichtversicherte Mitglieder der landwirtschaftlichen Sozialversicherung zahlen einen prozentualen Zuschlag auf ihre Krankenversicherungsbeiträge.
In der nachfolgenden Tabelle sind die verschiedenen Beitragssätze aufgeführt und gegebenenfalls aufgeteilt auf die jeweils zur Zahlung Verpflichteten.
| Personengruppe                                                                                    | Beitragssätze seit 1. Juli 2023 | Beitragssätze seit 1. Juli 2023 |
| Personengruppe                                                                                    | Versicherte                     | Arbeitgeber*)                   |
| ------------------------------------------------------------------------------------------------- | ------------------------------- | ------------------------------- |
| Arbeitnehmer u. ä. (Bundesgebiet außer Sachsen)                                                   | 1,8 % bis 2024: 1,7 %           | 1,8 % bis 2024: 1,7 %           |
| Arbeitnehmer u. ä. im Freistaat Sachsen                                                           | 2,3 % bis 2024: 2,2 %           | 1,3 % bis 2024: 1,2 %           |
| Familienversicherte                                                                               | 0 %                             | 0 %                             |
| Beihilfeberechtigte (einschließlich Pensionäre); vgl. § 55 Abs. 1 i. V. m. § 28 Abs. 2 SGB XI     | 1,8 % bis 2024: 1,7 %           | 0 % **)                         |
| Rentner                                                                                           | 3,6 % bis 2024: 3,4 %           | 0 %                             |
| Freiwillig Versicherte (zum Beispiel selbständig Tätige)                                          | 3,6 % bis 2024: 3,4 %           | 0 %                             |
| Beitragszuschlag für Kinderlose (23. Lebensjahr vollendet und nach dem 31. Dezember 1939 geboren) | 0,6 %                           | 0 %                             |
| Beitragsabschlag ab dem 2. bis zum 5. Kind jeweils                                                | 0,25 %                          | 0 %                             |

*) Für Details zum Arbeitgeberzuschuss siehe Arbeitgeberbeitrag.
**) Der Arbeitgeber/Dienstherr erbringt den Anteil zu den Pflegeversicherungsbeiträgen durch eine spätere Beihilfe im Pflegefall nach dem Beihilfebemessungssatz.
Der Bezug von Leistungen aus der Pflegeversicherung entbindet nicht von der Beitragszahlung, wenn und soweit daneben z. B. als Beschäftigter oder Rentner Versicherungspflicht besteht.
Studenten können bis zur Vollendung des 25. Lebensjahres (ggf. zuzüglich der Zeit als Wehr- oder Zivildienstleistender oder eines Bundesfreiwilligendienstes nach dem BFG bis zu 12 Monaten) unter bestimmten Voraussetzungen bei den Eltern, ihren Ehegatten oder Lebenspartnern beitragsfrei familienversichert sein. Danach werden sie selbst beitragspflichtiges Mitglied der gesetzlichen Pflegeversicherung. Die Versicherungspflicht als Student besteht bis zum Abschluss des vierzehnten Fachsemesters des Studienganges, jedoch längstens bis zur Vollendung des 30. Lebensjahres. Die genannten Grenzen für die Pflichtversicherung können in bestimmten Fällen (z. B. Verlängerung der Studiendauer aus familiären Gründen oder wegen einer Behinderung) überschritten werden.
Bei Studenten werden als beitragspflichtige Einnahmen der monatliche Bedarf angesehen, der nach dem Bundesausbildungsförderungsgesetz für Studenten festgesetzt ist, die nicht bei ihren Eltern wohnen.
Für pflichtversicherte Beihilfeberechtigte (z. B. Beamte, Soldaten, Richter) gilt der halbe Beitragssatz und entsprechend ein Leistungsanspruch in halber Höhe; die andere Hälfte der Leistungen übernimmt der Dienstherr durch die Beihilfe.

#### Entwicklung der Beitragssätze
| Zeit          | Deutschland (ohne Sachsen) | Sachsen |
| ------------- | -------------------------- | ------- |
| 1995–6/1996   | 0,500 %                    | 1,000 % |
| 7/1996–6/2008 | 0,850 %                    | 1,350 % |
| 7/2008–2012   | 0,975 %                    | 1,475 % |
| 2013–2014     | 1,025 %                    | 1,525 % |
| 2015–2016     | 1,175 %                    | 1,675 % |
| 2017–2018     | 1,275 %                    | 1,775 % |
| 2019–6/2023   | 1,525 %                    | 2,025 % |
| 7/2023–2024   | 1,700 %                    | 2,200 % |
| 2025          | 1,800 %                    | 2,300 % |

- Nach Einführung der Pflegeversicherung zum 1. Januar 1995 lag der Beitragssatz zunächst bei 1,0 %. Er erhöhte sich am 1. Juli 1996 – mit Beginn der Leistungen für stationäre Pflege – auf 1,7 % und am 1. Juli 2008 auf 1,95 %.[55] Am 1. Januar 2013 wurde der Beitragssatz auf 2,05 % erhöht.[56] Damit sollten die höheren Leistungsaufwendungen, die durch das Pflege-Neuausrichtungs-Gesetz eingeführt wurden, refinanziert werden.[57] Zur Finanzierung der Leistungsausweitungen durch das Pflegestärkungsgesetz I wurde der Beitragssatz zum 1. Januar 2015 um 0,3 Prozentpunkte auf 2,35 Prozent angehoben. Mit dem Pflegestärkungsgesetz II wurde zum 1. Januar 2017 eine weitere Erhöhung um 0,2 Prozentpunkte auf 2,55 Prozent vorgenommen. Zum 1. Januar 2019 stieg der Satz um 0,5 Prozentpunkte auf 3,05 Prozent, zum 1. Juli 2023 um 0,35 Prozentpunkte auf 3,40 Prozent.
- Bis zum 31. Dezember 2004 galt für Kinderlose der gleiche Beitragssatz wie für Versicherte mit Kindern, seit dem 1. Januar 2005 wurde der Beitragssatz für Kinderlose beginnend mit dem Ablauf des Monats, in dem sie 23 Jahre alt geworden sind, um einen Zuschlag in Höhe von 0,25 Beitragssatzpunkten erhöht. Am 1. Januar 2022 stieg der Satz auf 0,35 Prozent, am 1. Juli 2023 auf 0,60 Prozent.
- Bis zum 31. März 2004 erhielten Rentenempfänger 50 % Beitragszuschuss vom Träger der Rentenversicherung, seither müssen sie den vollen Beitrag allein tragen; Ausnahme: Bezieher einer Rente aus der Alterssicherung der Landwirte: Dort wird nur der halbe Beitragssatz fällig, da die andere Hälfte ohnehin vom Bund finanziert wird, was einer überflüssigen Umbuchung im Bundeshaushalt gleichkäme, vgl. § 59 SGB XI.
- In Sachsen ist von den Arbeitnehmern ein höherer Beitrag zu entrichten: Sachsen hat als einziges Bundesland den Buß- und Bettag nicht als gesetzlichen Feiertag abgeschafft. Die Arbeitnehmer trugen daher den Beitrag in Höhe von 1 % zunächst allein; vgl. § 58 SGB XI.

#### Berücksichtigung von Kindern
| Deutschland (außer Sachsen) | Deutschland (außer Sachsen) |
| Berücksichte Kinder         | Beitragssatz                |
| --------------------------- | --------------------------- |
| 0                           | 2,40 %                      |
| 1                           | 1,80 %                      |
| 2                           | 1,55 %                      |
| 3                           | 1,30 %                      |
| 4                           | 1,05 %                      |
| 5 und mehr                  | 0,80 %                      |
| Nur in Sachsen              |                             |
| Berücksichte Kinder         | Beitragssatz                |
| 0                           | 2,90 %                      |
| 1                           | 2,30 %                      |
| 2                           | 2,05 %                      |
| 3                           | 1,80 %                      |
| 4                           | 1,55 %                      |
| 5 und mehr                  | 1,30 %                      |

Mitglieder der Pflegeversicherungen, die keine eigenen Kinder oder keine Stief- oder Pflegekinder haben oder hatten, müssen nach Ablauf des Monats, in dem sie 23 Jahre alt geworden sind, einen von ihnen alleine zu tragenden Beitragszuschlag in Höhe von 0,60 Beitragssatzpunkten zahlen (§ 55 Abs. 3 SGB XI). Das gilt nicht für Mitglieder bis zum Geburtsjahrgang 1939 und für Bezieher von Arbeitslosengeld II. Die Gründe, warum jemand keine Kinder hat, spielen für die Zuschlagpflicht keine Rolle. Der vom Arbeitgeber oder dem Sozialleistungsträger zu tragende Beitragssatz bleibt unverändert. Kinderlose Mitglieder, die Leistungen nach dem SGB III erhalten, zum Beispiel Arbeitslosengeld, brauchen den Beitragszuschlag nicht selbst zu zahlen. Die Bundesagentur für Arbeit überweist hier nach § 60 Abs. 7 SGB XI für alle Leistungsbezieher pauschal 20 Millionen Euro pro Jahr an den Ausgleichsfonds der Pflegeversicherung. Die Elterneigenschaft muss gegenüber dem Arbeitgeber oder dem Sozialversicherungsträger nachgewiesen werden, andernfalls müssen diese den Zusatzbeitrag einbehalten und abführen.
Der Beitragszuschlag wurde mit Wirkung zum 1. Januar 2005 durch das Kinder-Berücksichtigungsgesetz eingeführt und damit eine Vorgabe des Bundesverfassungsgerichts umgesetzt, das die beitragsmäßige Besserstellung der Mitglieder mit Kindern gegenüber kinderlosen Beitragszahlern verlangt hatte. Durch den Beitragszuschlag für Kinderlose solle, so die Begründung des Gesetzgebers, die Kindererziehungsleistung der Eltern beitragsmäßig berücksichtigt werden. Eltern leisteten neben dem monetären Beitrag den zum Systemerhalt wichtigen generativen Beitrag, sorgten also für die nachwachsende Generation, auf die die im Umlageverfahren finanzierte soziale Pflegeversicherung für ihre künftige Finanzierung angewiesen sei.
Das Bundesverfassungsgericht erklärte mit Beschluss vom 7. April 2022 die aktuelle Rechtslage erneut für unvereinbar mit Art. 3 Abs. 1 GG. Das Gericht verlangt eine progressive Entlastung beim Beitragssatz der Pflegeversicherung nach Anzahl der Kinder. Dem Gesetzgeber wurde eine Frist zur Umsetzung dieser Vorgabe bis zum 31. Juli 2023 gesetzt. Dies wurde zum 1. Juli 2023 umgesetzt – der Beitragszuschlag für Kinderlose stieg von 0,35 auf 0,60 %, Personen mit mehr als einem Kind erhalten einen Beitragsabschlag von 0,25 % pro Kind, wenn dieses das 25. Lebensjahr noch nicht vollendet hat. Die Beitragssätze nach berücksichtigten Kindern und differenziert nach der Sonderregelung in Sachsen sind aus der Tabelle ersichtlich.

### Privat Versicherte
Träger der privaten Pflegepflichtversicherung sind nach SGB XI für 9,41 Millionen privat Pflegeversicherte (2016) die 42 Mitgliedsunternehmen des Verbandes der Privaten Krankenversicherung e. V. Diese Unternehmen müssen den in der privaten Pflegepflichtversicherung Versicherungspflichtigen einen Versicherungsschutz mit gleichwertigen Leistungen wie im Vierten Kapitel des SGB XI (die gesetzliche Sozialversicherung) bieten. Für die Mitglieder der „privaten Pflegepflichtversicherung“ gelten altersabhängige Beiträge. Die privaten Pflegeversicherungen arbeiten auf der Basis des Anwartschaftsdeckungsverfahrens, das bedeutet es müssen Alterungsrückstellungen gebildet werden. Die „Leistungen“ sind denen der sozialen Pflegeversicherung mindestens gleichwertig. An die Stelle der so genannten Sachleistungen tritt jedoch wie in der privaten Krankenversicherung die Kostenerstattung.
Für die Dauer einer privaten Krankenversicherung im Basistarif zum halben Beitragssatz gem. § 152 Absatz 4 VAG vermindert sich auch der Beitrag zur Pflegeversicherung um die Hälfte (§ 110 Abs. 2 Satz 3 SGB XI).
Kinder privat Pflegeversicherter sind beitragsfrei mitversichert; es gelten dieselben Voraussetzungen wie bei der Familienversicherung der gesetzlichen Pflegeversicherung (§ 110 Abs. 1 Nr. 2 f) in Verbindung mit § 25 SGB XI).

### Private Pflege-Zusatzversicherung
Viele Versicherungsgesellschaften bieten private Pflege-Zusatzversicherungen an. Denn für gesetzlich wie privat Versicherte gilt: Die Pflegepflichtversicherung deckt nur einen Teil der Kosten. Eine Pflege-Zusatzversicherung kann die Finanzierungslücke schließen.
Folgende Zusatzversicherungen sind üblich:
- Pflegerentenversicherung: Sie wird als Lebensversicherung angeboten, bei der in Abhängigkeit von den durch den Versicherungsnehmer erbrachten Einzahlungen eine Pflegerente geleistet wird, die nach den Stufen der Pflegebedürftigkeit gestaffelt ist. Sollte der Versicherungsfall – also die Pflegebedürftigkeit – nicht oder nicht bis zu einem bestimmten Alter eintreten, so werden Leistungen als Rentenzahlung ab einem vereinbarten Lebensalter erbracht.
- Pflegekostenversicherung: Die nach Vorleistung der gesetzlichen oder privaten Pflichtversicherung verbleibenden Kosten werden erstattet. Es gibt Tarife, welche die (nachgewiesenen) Restkosten ganz oder teilweise übernehmen.
- Pflegetagegeldversicherung: Gegen Nachweis der Pflegebedürftigkeit wird ein fester Geldbetrag für jeden Pflegetag gezahlt, unabhängig von den tatsächlichen Kosten der Pflege. Das Tagegeld wird unabhängig davon gezahlt, ob Pflegeleistungen durch Dritte in Anspruch genommen werden.

Zu dieser Gruppe gehört auch die „staatlich geförderte private Zusatzversicherung“ (auch als „Pflege-Bahr“ bekannt, benannt nach dem ehemaligen Bundesgesundheitsminister Daniel Bahr): Wer monatlich mindestens 10 Euro zugunsten einer auf seinen Namen lautenden, förderfähigen privaten Pflege-Zusatzversicherung leistet, hat Anspruch auf eine Zulage in Höhe von monatlich 5 Euro. Es kann maximal die doppelte Leistung der sozialen Pflegeversicherung abgesichert werden. Versicherungsunternehmen, die diese privaten Pflege-Zusatzversicherungen anbieten, dürfen Antragsteller weder aufgrund gesundheitlicher Vorerkrankungen ablehnen noch Leistungsausschlüsse oder Risikozuschläge erheben. Kritisiert wurde hieran insbesondere, dass deshalb vor allem Menschen mit hohem Risiko Verträge abschließen würden, während Menschen, die kaum vorbelastet sind, andere Angebote nutzen.

## Rechtsmittel
Wer glaubt, durch eine Entscheidung der Pflegekasse in seinen Rechten verletzt worden zu sein, kann gegen die Entscheidungen (Verwaltungsakt) der Pflegeversicherung Widerspruch einlegen (§§ 77 ff. SGG). Der Widerspruch ist schriftlich oder zur Niederschrift innerhalb eines Monats ab dem Zugang des Bescheides einzulegen. Erst nach Erlass des Widerspruchsbescheids kann Klage erhoben werden. Zuständig für Streitigkeiten in Angelegenheiten der Pflegeversicherung – auch der privaten Pflegeversicherung – sind die Gerichte der Sozialgerichtsbarkeit (§ 51 Abs. 1 Nr. 2, Abs. 2 SGG). Die Sozialgerichte sind ebenfalls für Streitigkeiten zwischen den so genannten Leistungserbringern der Sachleistungen und den Pflegeversicherungen zuständig. Bei privatrechtlichen Streitigkeiten in Angelegenheiten der privaten Pflegepflichtversicherung gibt es kein Widerspruchsverfahren, so dass direkt der Klageweg eröffnet ist.
Ein Widerspruch oder eine Klage kann zum Beispiel begründet sein, wenn
- der bewilligte Pflegegrad nicht den tatsächlichen Einschränkungen entspricht;
- eine beantragte Leistung hinsichtlich des Umfangs oder der Art der Leistung zu Unrecht abgelehnt wurde;
- ein Versicherter in seinen Rechten bezüglich Verfahrens-, Mitgliedschafts-, Beitrags- oder Zuständigkeitsentscheidungen der Pflegeversicherung verletzt worden ist.

Die Beteiligten haben ein Recht auf Akteneinsicht (§ 25 SGB X), auch in die jeweiligen MD- oder SMD-Gutachten. Die Begutachtungsrichtlinien enthalten in Abschnitt C 2.8.3 besondere Aussagen zur Begutachtung im Widerspruchsverfahren. Dabei ist auch eine Verschlechterung möglich. Die Pflegeversicherung ist auch im Widerspruchs- und Klageverfahren zur Beratung verpflichtet nach § 7 SGB XI und allgemein nach § 14 SGB I. Widerspruch und Klage haben im Allgemeinen aufschiebende Wirkung (§ 86a SGG), was bedeutet, dass z. B. bei Widerspruch gegen die Einstellung einer Leistung diese für die Dauer des Verfahrens zunächst unter einem Rückerstattungsvorbehalt weiter gewährt wird.

## Pflegeversicherung und Einkommensteuer
Für Personen, bei denen eine Schwere der Pflegebedürftigkeit im Sinne des § 14 SGB XI besteht oder die Leistungen der Pflegeversicherung beziehen, ermäßigt sich die Einkommensteuer auf Antrag um 20 %, höchstens jedoch um 1200 Euro im Jahr. Leistungen der Pflegeversicherung sind jedoch hierbei anzurechnen, mit der Folge, dass nur diejenigen Aufwendungen zu einer Steuerermäßigung führen, die nicht aus Leistungen der Pflegeversicherung finanziert werden.
Beiträge zur PV gehören zu den Sonderausgaben und sind als Sonderausgabe steuermindernd wirksam. Empfangenes Pflegegeld gehört nicht zum Einkommen im steuerlichen Sinne. Für Pflegebedürftige kommt ein Behindertenpauschbetrag in Betracht, der unabhängig von Leistungen der Pflegeversicherung gewährt wird und das steuerliche Einkommen mindert. Die Höhe des Pauschbetrags ist vom Grad der Behinderung abhängig. Anträge auf eine entsprechende Einstufung sind beim zuständigen Versorgungsamt zu stellen.

## Reform 2021
Am 2. Juni 2021 beschloss das Bundeskabinett eine Pflegereform, die folgendes vorsieht:
- ab September 2022 sollen nur noch Pflegeeinrichtungen zugelassen werden, die ihre Pflegekräfte nach Tarif bezahlen,
- Pflegebedürftigen wird eine stufenweise ansteigende finanzielle Entlastung gewährt (nach 0, 12, 24 und 36 Monaten jeweils eine etwa 5, 25, 45 und 70%ige Entlastung bezogen auf einen durchschnittlichen bundesdeutschen Eigenanteil in Höhe von 911 Euro vor der Reform),
- ein bundeseinheitlicher Personalschlüssel wird vorgegeben,
- Pflegekräfte dürfen zukünftig auch Hilfsmittel verordnen und eigenständige Entscheidungen in der häuslichen Pflege treffen,
- eine Kurzzeitpflege im Krankenhaus wird möglich,
- die Pflegeversicherung soll ab 2022 einen pauschalen Bundeszuschuss in Höhe von jährlich 1 Milliarde Euro erhalten,
- der Beitragszuschlag für Kinderlose wird um 0,1 Prozentpunkte angehoben.

## Weitere Entwicklungen
Im Koalitionsvertrag von 2021 vereinbarten die Koalitionsparteien unter anderem, zu „prüfen, die soziale Pflegeversicherung um eine freiwillige, paritätisch finanzierte Vollversicherung zu ergänzen, die die Übernahme der vollständigen Pflegekosten umfassend absichert“.